# CAMS 36
Le CAMS 36 est un hydravion de course réalisé en 1921 en France par les Chantiers aéro-maritimes de la Seine (CAMS).Initialement conçu en tant qu'avion de combat, il évolua vers un avion de course pour rivaliser dans la course du trophée Schneider de 1922. Un manque de fonds en 1922 et un accident en 1923 rendirent incapables les deux aéronefs construits de concourir au trophée Schneider.

## Design et développement
Conception et développement Conçu à l'origine comme un hydravion de chasse monoplace biplan, le CAMS 36 a été modifié pour concourir dans le Trophée Schneider de 1922. Initialement équipé d'une hélice propulsive, celle-ci a été remplacée par une configuration tractrice pour le moteur Hispano-Suiza 8Fd de 300 ch (224 kW). Les doubles montants de renfort des ailes ont été remplacés par un seul montant de type I. Bien que l'avion de course se soit révélé rapide en vol, le manque de fonds a empêché les deux appareils de participer à la compétition.
Pour la course de 1923, l'un des avions a été modifié avec un moteur Hispano-Suiza 8Fd plus puissant de 360 ch (268 kW). Les montants de type I ont été remplacés par une disposition plus conventionnelle. La nouvelle variante a été désignée CAM 36bis. Le jour de la compétition, le 36bis, piloté par le lieutenant Pelletier d'Oisy, est entré en collision avec un yacht au mouillage dans le Solent, et l'avion endommagé a été empêché de participer à la course.

## Variantes
CAMS 36
Prototype d'hydravion de combat
CAMS 36
Modifié pour la course et alimenté par un moteur Hispano-Suiza 8Fd de 300 cv (224 kW).
CAMS 36bis
Modifications supplémentaires pour la course de 1923, alimenté par un moteur Hispano-Suiza 8Fd de 360 cv (268 kW).

## Records
Le 2 février 1924, Maurice Hurel prend sa revanche en établissant avec le 36 bis un nouveau record du monde d’altitude pour hydravions de moins d’une tonne : il atteint 6 338 mètres.